# Liste von Mikroprozessoren
Dies ist eine Liste von Mikroprozessoren. Mikroprozessoren von AMD und Intel sowie Mikrocontroller sind in getrennten Listen zu finden.

## AMD
Siehe Liste der Mikroprozessoren von AMD.

## Analog Devices
- Blackfin
- SHARC – 32-Bit-Fixed-und-Floating-Point-DSP (Signalprozessor)

## ARM Ltd.
- Acorn RISC Machine oder ARM
- ARM1-Architektur v1
- ARM2, ARM3-Architektur v2
- ARM6, ARM7, Amulet-ARM-Architektur v3
- ARM8, ARM9, StrongARM-ARM-Architektur v4
- ARM10, VFP10-ARM-Architektur v5 und VFP v1
- ARM Cortex-M

## Atmel
Atmel gehört seit 2016 zu Microchip. Die Prozessoren sind unter Amateuren, zunehmend aber auch im professionellen Bereich, weit verbreitet (siehe auch Arduino).
- Atmel AVR – 8-Bit-Prozessorserien (AT90, ATtiny, ATmega, ATxmega)
- Atmel AVR32 – 32-Bit-Prozessoren mit ARM-Core

## Centaur Technology
Centaur Technology gehörte zuerst zu Integrated Device Technology und jetzt zu VIA Technologies.
- IDT WinChip C6
- IDT WinChip 2/A/B
- IDT WinChip 3
- VIA Cyrix III (Samuel)
- VIA C3(-M)/Antaur (Samuel 2, Ezra(-T), Nehemiah(+))
- VIA C7(-M)/(-D) (Esther)
- VIA Eden
- VIA Nano

## Chips & Technologies
- 38600SX
- 38605SX
- 38600DX
- 38605DX

## Cyrix
Cyrix gehörte zuerst zu National Semiconductor und jetzt zu VIA Technologies, die Geode- bzw. MediaGX-Sparte zu AMD.
- MediaGX
- Cx486-Familie:
  - Cx486SLC
  - Cx486SRx²
  - Cx486DLC
  - Cx486DRx²
  - Cx486S
  - Cx486DX
  - Cx486DX2
  - Cx486DX4
- Cyrix 5x86
- 6x86(-L)
- 6x86MX
- MII
- Cyrix III (Joshua)

## Digital Equipment Corporation
Das Unternehmen gehörte zuerst zu Compaq und heute zu Hewlett-Packard.
- T-11
- Alpha-Prozessor
- MicroVAX

## Espressif
- ESP8266
- ESP32

## Fairchild
- F8
- Clipper

## FMD Fremont Micro Devices
- FT60Fxxx

## Fujitsu
- SPARC64 V

## Hewlett-Packard
- Focus-32-Bit-Stack-CPU, für technische Workstations
- Saturn-Nibble-CPU, für HP-Taschenrechner
- PA-RISC-Familie – Version 1.x, 32 Bit, für Workstations und Server
  - PA-7000 – PA-RISC, Version 1.0
  - PA-7100 – PA-RISC, Version 1.1, mit (SIMD)
  - PA-7100LC – Low-Cost-Version für Entrylevel-Systeme
  - PA-7150
  - PA-7200
  - PA-7300
  - PA-7300LC – Low-Cost Version, kein SMP, opt. ext. Cache
- PA-RISC-Familie – Version 2.0, 64-Bit, für Workstations und Server
  - PA-8000 – PA-RISC, Version 2.0
  - PA-8200
  - PA-8500
  - PA-8600
  - PA-8700
  - PA-8800 – Dual Core, 32 MB Cache
  - PA-8900 – Dual Core, 64 MB Cache, vermutlich letzte PA-RISC-CPU

## IBM
- IBM CG80286
- 386SLC
- IBM 486SLC/DLC/BLX
- IBM Blue Lightning
- IBM Power
- IBM PowerPC (unter Beteiligung von Apple und Motorola) – 600, 603 (Generation 2), 750 (G3), 970 (G5)
- Cell
- IBM Telum
- IBM z15
- IBM z14
- IBM z13
- IBM zEC12
- IBM z196
- IBM z10

## Intel
Siehe Liste der Intel-Prozessoren.

## MediaTek
MT62XX, MT65XX, Helio X Series, Helio A Series, Helio G Series, Dimensity Series

## Microchip
- PIC – 8-Bit- und 16-Bit-Prozessorserien
- PIC32 – 32-Bit-Prozessoren mit MIPS-Core

## MIPS
- MIPS (z. B. Silicon Graphics)
- R3000
- R4*00
- R5000
- R8000
- R1*000

## MOS Technology
- 6502-Familie

## Motorola
Die Prozessorsparte wurde aus dem Konzern ausgegliedert und firmiert unter Freescale.
- 6800
- 6809 (z. B. beim Dragon 32, Dragon 64)
- 68000er-Familie (z. B. im Amiga, Apple Macintosh, Atari ST, Sinclair QL)
  - Motorola 68000
  - Motorola 68008
  - Motorola 68010
  - Motorola 68012
  - Motorola 68020
  - Motorola 68030
  - Motorola 68040
  - Motorola 68060
  - Motorola CPU32
  - Motorola Coldfire
  - Motorola Dragonball
- Motorola 88000
- Motorola PowerPC (unter Beteiligung von Apple und IBM) – 600, 603 (Generation 2), 750 (G3), 7400/7450 (G4)

## National Semiconductor
- IMP-16
- NSC800
- SC/MP
- NS320xx

## NEC
- µPD751 (4-Bit-CPU, 12-Bit-Adressbus)
- µPD780C (entspricht dem Zilog Z80)
- V20 (entspricht dem Intel 8088)
- V30 (entspricht dem Intel 8086)

## NexGen
- Nx586
- Nx686

## Patriot Scientific Corp.
- IGNITE I
- IGNITE II
- INFLAME I

## Raza Microelectronics
- Alchemy
- Orion
- Pegasus
- XL
- XLR

## Rise Technology
Design teilweise von SiS und Texas Instruments lizenziert, kommt ebenfalls im Vortex86 zum Einsatz.
- mP6
- mP6-II
- Tiger S370

## Signetics
- 2650

## STMicroelectronics
- ST6 (8-bit-µC)
- ST7 (8-bit-µC)
- STM8 (8-bit-µC)
- µPSD (8-bit-µC)
- ST10 (16-bit-µC)
- ST20 (32-bit-µC)
- STR7 (32-bit-ARM-µC)
- STR9 (32-bit-ARM-µC)
- STM32 (32-bit-ARM-Cortex-µC)
- ST486 – nicht (mehr?) bei STM erhältlich
- ST5x86 – OEM Cyrix 5x86 (486, mit 100–150 MHz), nicht (mehr?) bei STM erhältlich
- ST6x86 – OEM Cyrix 6x86 M1, nicht (mehr?) bei STM erhältlich

## Sun Microsystems
- microSPARC 32-Bit V8
- superSPARC
- turboSPARC
- hyperSPARC
- UltraSPARC 64-Bit V9
- UltraSPARCII
- UltraSPARCIII
- UltraSPARCIV
- UltraSPARCIV+
- UltraSPARC T1
- UltraSPARC T2
- UltraSPARC T2+

## Texas Instruments
- MSP430 (3xx, 1xx, 4xx, 2xx, 5xx)
- C2000 (DSP-Familie: Controller/Fokus auf Energiesparen)
- C5000 (DSP-Familie: Kompromiss zwischen Energiesparen und Leistung)
- C6000 (C62xx, C64xx-DSP-Familie: Leistung)
- TMS1000 (TMS1000, TMS1070, TMS1100, TMS1200, TMS1270, TMS1300)
- TMS9900

## Transmeta
- Crusoe (TM5900, TM5800, TM5700, TM5600, TM5500, TM5400)
- Efficeon (TM8800, TM8600)

## UMC
- UMC Green CPU

## Western Digital
- MCP-1600

## Zhaoxin
- ZX-C/KX-4000
- ZX-D/KX-5000/KH-30000
- ZX-E/KX-6000
- KX-7000/KH-40000

## Zilog
- Z80 – Weiterentwicklung des i8080 (z. B. im Sinclair ZX81, Sinclair ZX Spectrum, Schneider/Amstrad CPC, Tandy TRS-80)
- Z8000 – 16-Bit-Mikroprozessor, nicht Z80-kompatibel
- Z80000 – 32-Bit-Mikroprozessor, Erweiterung der Z8000-Familie
- Z8 – 8-Bit-Mikrocontroller, nicht Z80-kompatibel

## Prozessoren aus derDDR(Hersteller:MME)
- U808 – erster 8-Bit-Prozessor der DDR, Nachbau des Intel 8008, PMOS
- U880 – Zilog-Z80-Nachbau
- U88x (mit x = 1,2,3,4,6) – Z8-Nachbau, „Einchipmikrorechner“
- U8047 – 4-Bit-Einchipmikrorechner in CMOS-Technik
- U8001 / U8002 – Z8000-Nachbau
- U80601 – Intel-80286-Nachbau
- U80701 – MicroVAX-II-Nachbau, erster 32-Bit-Prozessor der DDR
- U84C00 – CMOS-Variante des U880
- U8032 – 16-Bit-Arithmetikprozessor in NMOS-Technologie (nSGT), kaskadierbar bis 64 Bit, Eigenentwicklung des ZMD
- U830C – 8-Bit-Mikroprozessor in NMOS-Technologie (nSGT), kaskadierbar bis 32 Bit, Eigenentwicklung des ZMD
- U320C20 – 16-Bit-DSP, CMOS-Variante des Texas Instruments TMS32020

## Prozessoren aus derSowjetunion
Die Nomenklatur sowjetischer integrierter Schaltkreise verwendet das kyrillische Alphabet. Dabei sorgt für zusätzliche Verwirrung, dass sich die Transkription vom kyrillischen in das lateinische Alphabet im Deutschen von der im Englischen unterscheidet. So wird aus dem russischen КР580ВМ80А im Deutschen KR580WM80A und im Englischen KR580VM80A. Im Folgenden wird die deutsche Bezeichnung angegeben.
- Serie 580 (entspricht Intel 8080) – KR580WM80A
- Serie 1810 (entspricht Intel 8086) – K1810WM86, K1810WM87, KM1810WM88
- Serie 1858 (entspricht Zilog Z80) – KR1858WM1

## Sonstige
- Apollo PRISM – sehr frühe RISC-CPU
- Axis Communications ETRAX CRIS
- Elbrus 2000 – russische Mikroprozessor-Familie
- Hitachi SuperH
- Hyperstone
- RCA COSMAC 1802
- von Siemens gefertigte Nachbauten des 80186 und 80286
- Chinesische Akademie der Wissenschaften Loongson 2F